# Anne Erauskin
Anne Erauskin Martínez (Ermua, 7 de noviembre de 1998) es una jugadora de balonmano española, campeona de liga e internacional española con las Guerreras que juega para el Super amara bera bera.

## Trayectoria

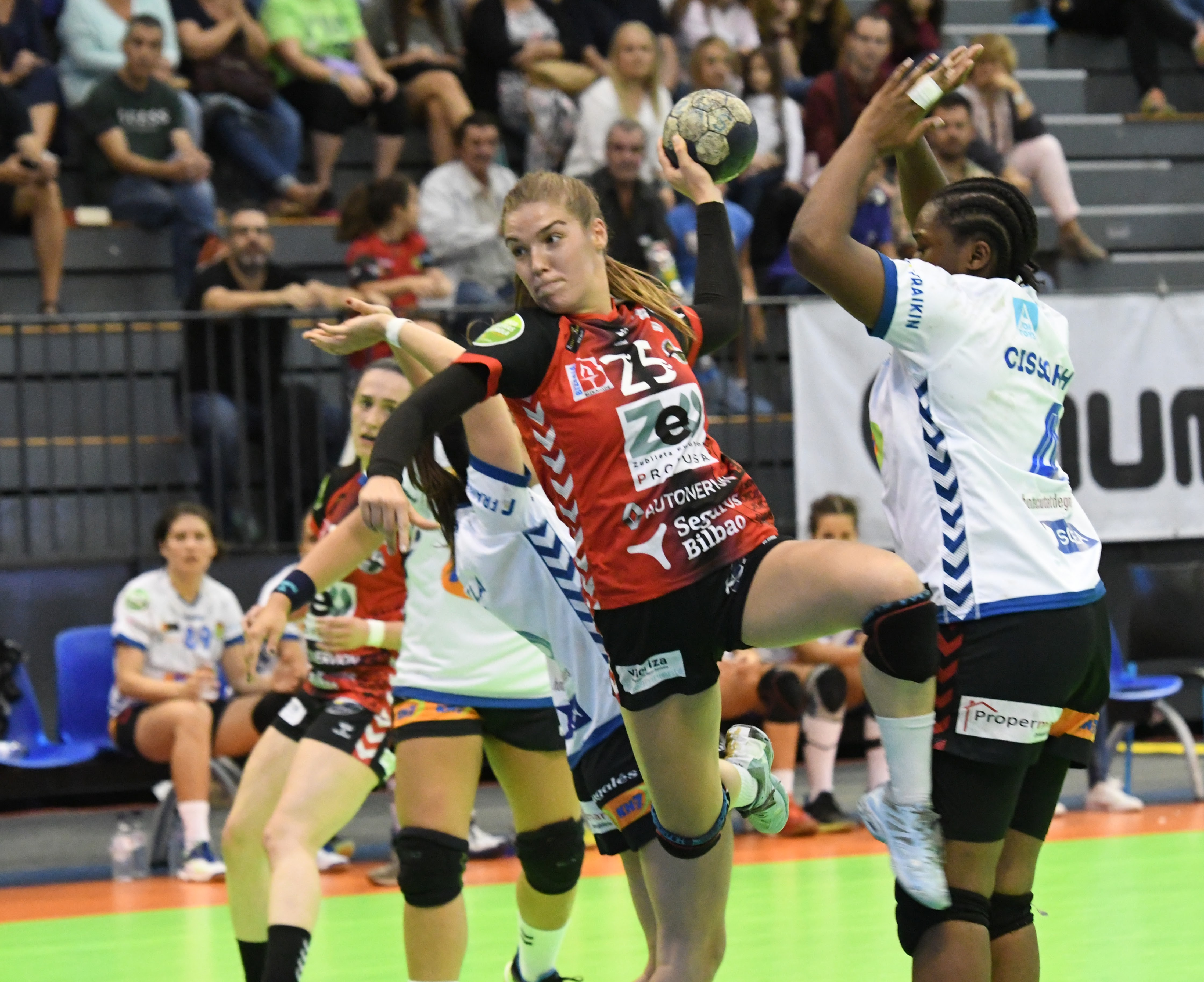
Anne Erauskin en un partido con el Zuazo

Criada en la cantera del Errotaberri Ermua, llegó a debutar en la División de Honor Plata, donde coincidió con Imanol Álvarez. En la 2018-19 se mudó al Zubilieta Evolution Zuazo, con el que compartió posición con Paula Valdivia y comandó el extremo derecho. Su última temporada con el equipo zuazotarra consiguió 73 tantos, su mejor marca hasta la fecha.
En 2022 se convierte en el primero de los tres fichajes de la temporada del Bera Bera. Gracias a su versatilidad (defiende en la posición de 2 y ataca desde el extremo derecho) le abrió las puertas de la escuadra vasca, en la que volvió a coincidir con Imanol Álvarez. Formando parte del equipo donostiarra consiguió 1 Liga, 2 Copas de la Reina y 2 Supercopas, compartido posición con Maitane Etxeberria. Además, compartiendo vestuario con la petrerina Paula Arcos, debutó en competición europea en las fases previas de la EHF European League de la temporada 2022-23, en las que el equipo vasco no pasó de las primeras eliminatorias.
Firmó la renovación para la temporada 2024-25 y esa misma temporada, tras otro triplete con el conjunto donostiarra, se proclamó mejor extremo izquierdo de la competición.

### Clubes
- 2015–18: Errotabarri
- 2018–22: Zuazo
- 2022–: Bera Bera

#### Datos (a junio del 2024)[14]
|                  | Partidos | Goles |
| ---------------- | -------- | ----- |
| Liga             | 141      | 334   |
| Copa de la Reina | 16       | 43    |
| EHF              | 4        | 2     |

### Selección española
Anne debutó con las Guerreras el 24 de octubre de 2024, en un doble enfrentamiento ante Suecia y fue parte de la preselección para el Campeonato de Europa de 2024. Fue internacional en su época júnior y juvenil, con las que ha disputado 39 partidos y ha marcado 39 goles.

## Títulos y premios
- 2 x Liga Guerreras Iberdrola (2023/24, 2024/25)[16]
- 3 x Copa de la Reina (2022/23, 2023/24, 2024/25)[17][18][19]
- 2 x Supercopa Ibérica (2023/24, 2024/25)
- 1 x Supercopa de España (2022/23)

### Reconocimientos individuales
- Txupinera de los Santiagos 2022[20]
- Mejor extremo izquierdo de la temporada 2024/25[13]